# اللهجة الفانتية
اللهجة الفانتية هي إحدى اللهجات الأدبية الرئيسة الثلاثة للغة الأكانية (بالإضافة إلى اللهجة الأسانتية واللهجة الأكوابمية)، وهي لهجات مفهومة فهما متبادلا.
يتم التحدث بها بشكل أساسي في المناطق الوسطى والجنوبية من غانا وكذلك في أماكن في مناطق أخرى في غرب غانا وساحل العاج وكذلك في ليبيريا وغامبيا وأنغولا.